# Ружина вода
Ружина вода представља извор и спомен чесму на Хан Погледу код Власенице. Подигао ју је Александар I Карађорђевић, након Великог рата као спомен својим војницима из Шумадијске дивизије који су у септембру 1914. године овдје поразили Аустроугаре. Након Другог свјетског рата подигнута је нова спомен плоча партизанима који су бранили Власеницу од усташа у јулу 1942. Налази се на списку природних добара Републике Српске.